# Stazione di Grandate-Breccia
La stazione di Grandate-Breccia è una fermata ferroviaria posta lungo la linea ferroviaria Saronno-Como, a servizio del comune di Grandate e del quartiere Breccia della città di Como.

## Storia
La stazione fu aperta nel 24 settembre 1885 come parte della linea Como-Varese-Laveno. Nel nello stesso anno avvenne il passaggio delle concessioni della strada ferrata alla Società per le Ferrovie del Ticino (SFT) che ne completò la costruzione.
Nel 1888, la stazione, assieme alla linea, passò sotto la gestione delle Ferrovie Nord Milano.
Dal 1898 fu servita anche dalla Saronno-Como, ferrovia ottenuta dalla trasformazione della preesistente tranvia Como-Fino-Saronno, divenendo stazione di diramazione.
Tra il 1927 e il 1930, la stazione divenne l'impianto presso il quale avveniva il passaggio fra l'esercizio in doppio binario e quello in singolo binario della Como-Varese.
Nel 1966 fu soppresso il traffico sulla Como-Varese. Con il disarmamento della linea per Malnate, la stazione di Grandate rimase quindi attiva solo per la Saronno-Como.
Nel 2025, la stazione è stata interessata da lavori di riqualificazione.

## Strutture e impianti

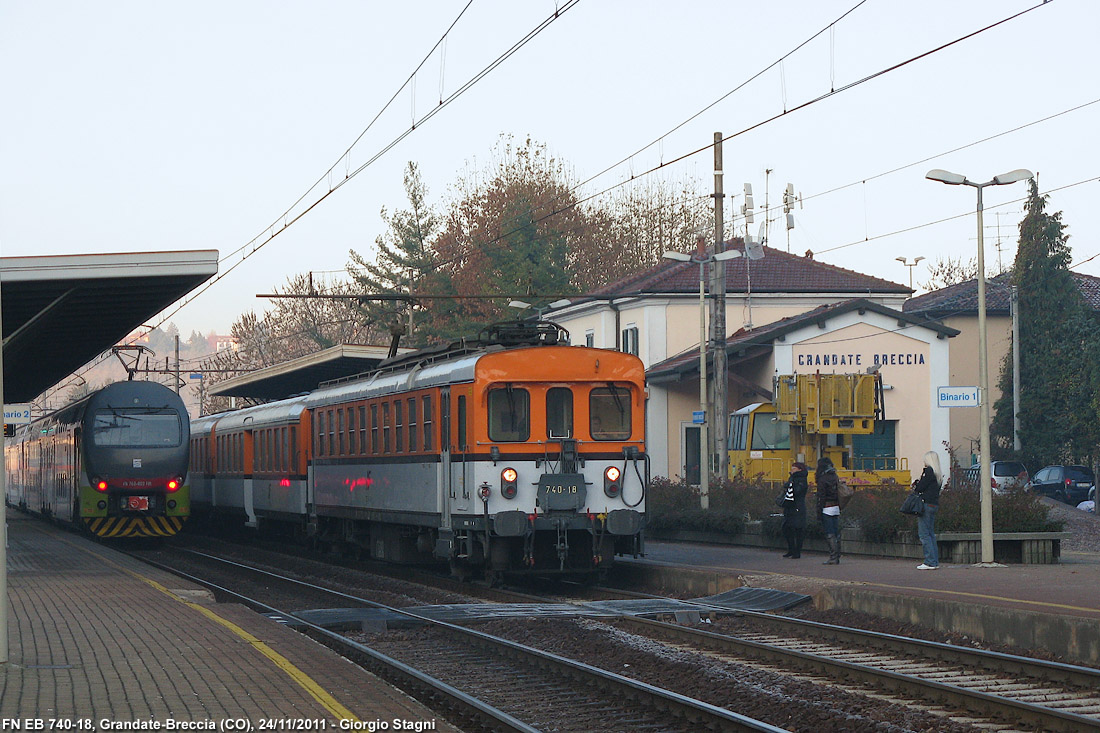
Il piazzale binari

L'impianto è gestito da FerrovieNord che lo qualifica come stazione secondaria.

## Strutture
Il fabbricato viaggiatori è dotato di emettitrici automatiche. La biglietteria fu chiusa definitivamente il 21 gennaio 2015.
La stazione si articola in due binari, con altri due usati essenzialmente come deposito dei carri merci e dei mezzi di manutenzione ferroviaria.

## Movimento
La stazione è servita da treni regionali Trenord in servizio sulla relazione Como Nord Lago-Milano Cadorna  a frequenza semioraria per la maggior parte del giorno e oraria nell'arco di ore dalle 10 alle 12.
Negli orari di punta esistono inoltre alcune coppie di treni RegioExpress, che fermano solo a Saronno, Lomazzo, Grandate e nelle stazioni poste sul territorio di Como.

## Servizi
- Biglietteria self service
- Sala di attesa
- Sottopassaggio
- Annuncio sonoro arrivo e partenza treni

## Cinema
La stazione compare nel film Bruciati da cocente passione del 1976.